# Gerbillus nigeriae
Gerbillus nigeriae (нігерійська піщанка) поширена переважно на півночі Нігерії та в Буркіна-Фасо. Він зустрічається в різних піщаних місцях існування та сільськогосподарських районах у регіоні Сахель. Ареал: Мавританія, Сенегал, Малі, Нігер, Буркіна-Фасо, Нігерія, Чад.